# Ким, Алексей (Герой Социалистического Труда)
Алексей Ким (род. 8 августа 1924 года, деревня Гнамдон, Ольгинский уезд, Дальневосточная область — январь 1982 года, Неклиновский район, Ростовская область) — звеньевой колхоза имени Свердлова Верхне-Чирчикского района Ташкентской области, Узбекская ССР. Герой Социалистического Труда (1951).

## Биография
Родился в 1924 году (по официальным документам — в 1927 году) в крестьянской семье в деревне Гнамдон Ольгинского уезда.
В 1937 году депортирован в Кзыл-Ординскую область Казахской ССР. С 1941 года проживал в Ташкентской области. Получил среднее образование в школе колхоза имени Свердлова Верхне-Чирчикского района. В 1943 году начал трудовую деятельность в этом же колхозе. Работал звеньевым полеводческого звена.
В 1950 году звено Алексея Кима получило в среднем по 89,9 центнера зеленцового стебля кенафа с каждого гектара на участке площадью 9,6 гектаров. Указом Президиума Верховного Совета СССР от 17 июля 1951 года «за получение в 1950 году высоких урожаев зеленцового стебля кенафа на поливных землях при выполнении колхозами обязательных поставок и контрактации по всем видам сельскохозяйственной продукции, натуроплаты за работу МТС и обеспеченности семенами всех культур для весеннего сева» удостоен звания Героя Социалистического Труда с вручением ордена Ленина и золотой медали «Серп и Молот».
В 1955 году окончил Ташкентский сельскохозяйственный техникум.